# 田谷隼
田谷 隼（たや はやと、1990年1月20日 - ）は、日本の男性俳優、声優である。埼玉県出身。

## 来歴
小学生の頃、軽い気持ちで「テレビに出てみたい」と言い、父の前で正座して「児童劇団に入れてください」と頭を下げてお願いしていた。その時は真剣な話ではないはずだったという。以前は山王プロダクションの劇団日本児童に所属し、子役としてCMなどに出演していた。
中学生の頃にオーディションを受けて合格し、ラジオドラマ『バッテリー』の主人公の原田巧の弟の原田青波役で実質的な声優デビューを果たす。2012年のインタビューによると、当時の同作の台本が出てきたこともあり、それを見ていたところ原田巧役を演じていたのは宮野真守だったことを知ったが、田谷が同作に出演していた当時は全く声優は無知だったため、その時は気づかなかった。
その後、演じるのは好きだったが、一生の仕事にできる自信がなかったところ、両親から「好きなことならとことんやってみろ」と言われて、日本芸術高等学園演劇学科に進学。田谷が「やりたい」と懇願した後も無条件で応援していた両親については感謝しているという。2010年10月よりぷろだくしょんバオバブ所属。

## 人物
資格は剣道初段。特技はタップダンス。趣味はレザークラフト、ダーツ、ピアノ。

## 出演
太字はメインキャラクター。

### テレビアニメ
2009年
- 東のエデン（春日晴男）

2011年
- テレビまんが 昭和物語

2012年
- エリアの騎士（男子生徒A）

2015年
- 俺物語!!（同級生2）
- 忍たま乱太郎（兵士）
- ピカイア!（2015年 - 2017年、ヴィンス / ヴィンセント＝ライト） - 2シリーズ

2016年
- ハイキュー!! 烏野高校 VS 白鳥沢学園高校（佐々木）

2018年
- ドラえもん（テレビ朝日版第2期）（郵便局員）
- クレヨンしんちゃん（警察官）

2020年
- シャドウバース（2020年 - 2024年、進藤カズキ） - 2シリーズ

2022年
- アニ×パラ〜あなたのヒーローは誰ですか〜（金田進）

2023年
- 名探偵コナン（正木直斗）

### 劇場アニメ
- NITABOH 仁太坊-津軽三味線始祖外聞（2004年、留吉〈少年期〉[10]）
- 東のエデン（2009年 - 2010年、春日晴男） - 2作品[一覧 3]
- 蛍火の杜へ（2011年、亮太）

### ゲーム
- キングダム ハーツII（2005年、ピンツ）
- KNACK（2014年、ルーカス）
- キングダム ハーツIII（2019年、ピンツ）
- Shadowverse（2019年、荒野の案内人、魔神の使役者、ブリッツエルフ）
- グランブルーファンタジー（2020年、進藤カズキ[11]）
- シャドウバース チャンピオンズバトル（2020年、進藤カズキ[12]）
- バトルスピリッツ コネクテッドバトラーズ（2022年、虹宮トーヤ[13][14]）
- BLUE PROTOCOL（2023年、プレイヤー[15]）

### ドラマCD
- 羊のうた（幼い一砂）

### ラジオドラマ
- コーカサスの金色の雲（アルフルーズ）
- 昭和八十年のラジオ少年（フヂオ）
- バッテリー（原田青波）
- VOMIC ǝnígmǝ【エニグマ】（水沢アル）

### 吹き替え

#### 映画
- アース・トゥ・エコー（タック〈ブライアン・“アストロ”・ブラッドリー〉）
- アーネスト キャンプに行く! ※ディズニーXD版
- アメイジング・スパイダーマン（ブライアン）
- アメイジング・スパイダーマン2（フィリップ）
- IT/イット “それ”が見えたら、終わり。（ビル・デンブロウ〈ジェイデン・マーテル〉[16]）
  - IT/イット THE END “それ”が見えたら、終わり。[17]
- エイリアン バスターズ（スケーター・キッド〈ジョニー・ペンバートン〉）
- エンダーのゲーム（バーナード）
- オーバー・ザ・ムーン
- 神弓-KAMIYUMI-（ノガミ〈大谷亮平〉）
- がんばれ!ベアーズ ニュー・シーズン（フーパー）
- グースバンプス 呪われたハロウィーン（ソニー〈ジェレミー・レイ・テイラー〉）
- クエスト・オブ・キング 魔法使いと4人の騎士（マーリン〈アンガス・イムリー〉）
- ザ・ラスト・マーセナリー（アーチー〈サミール・デカザ〉[18]）
- ザ・ロイヤル・テネンバウムズ
- スター・ウォーズ エピソード2/クローンの攻撃（ヤング ボバ・フェット〈ダニエル・ローガン〉）
- ニコラスの贈りもの（アンジェロ）※NHK-BS2版
- パーフェクト・デート（マーフ〈オディッセアス・ジョージアディス〉）
- パラノーマル・アクティビティ4（ベン〈マット・シヴリー〉）
- ハリー・ポッターと賢者の石（グレゴリー・ゴイル〈ジョシュア・ハードマン〉）
- ピエロの赤い鼻
- プールサイド・デイズ
- マスター・アンド・コマンダー
- モールス

#### ドラマ
- iCarly
- NCIS 〜ネイビー犯罪捜査班 シーズン2 #6 ※Dlife版
- キャッスル 〜ミステリー作家は事件がお好き シーズン5 #23
- クリミナル・マインド5 FBI行動分析課 #12
- クリミナル・マインド7 FBI行動分析課 #7
- CSI:マイアミ8（ケニー・ターナー）
- シークレット・サークル
- SMASH（レオ・ヒューストン〈エモリー・コーエン〉）
- 先生はあきらめない 〜ロン・クラーク物語〜（フリオ）
- 太王四神記
- 超能力ファミリー サンダーマン（エヴァン）
- 天才学級アント・ファーム（フレッチャー・クインビー〈ジェイク・ショート〉）
- HAWAII FIVE-0（プア・カイ〈ショーン・アンソニー・トムセン〉）
- ビクトリアス
- 魔法の木 なかよしのくつ
- 名探偵モンク（ベンジー・フレミング〈ケーン・リチャット〉）
- メントーズ 世界の偉人たちからのメッセージ（ボビー）
- ラブレイン
- ワンス・アポン・ア・タイム シーズン3（ピーター・パン〈ロビー・ケイ〉）

#### アニメ
- 紅き大魚の伝説[19]
- アルティメット・スパイダーマン（ピーター・ポーカー / スパイダー・ハム）
- スター・ウォーズ/クローン・ウォーズ (テレビシリーズ)（ヤング ボバ・フェット、候補生）
- スター・ウォーズ: バッド・バッチ（ヤング・クローン）
- スパイ in デンジャー（ウォルター・ベケット[20]）
- 絶叫キャンプ レイクボトム（マギー）
- トムとジェリー スパイ・クエスト（ジョニー・クエスト）
- ヒックとドラゴンシリーズ（ヒック[21]）
  - ヒックとドラゴン
  - ヒックとドラゴン 〜バーク島の冒険〜
  - ヒックとドラゴン2
  - ヒックとドラゴン 聖地への冒険[22]
- リセス 〜ぼくらの休み時間〜（ビンス〈2代目〉）
  - リセス 〜ぼくらの夏休みを守れ!〜
- リロ・アンド・スティッチ ザ・シリーズ（ビンス）
- ロード・オブ・ザ・リング/ローハンの戦い（リーフ[23]）

### PV
- GReeeeN「道」

### CM

#### テレビ
- クレラップ おとぎ話シリーズ（浦島太郎）
- DMG森精機（ナレーション）
- 日清焼そばU.F.O.（飛ぶ少年）
- 明治 おいしい牛乳 バスケットボール編

#### ラジオ
- NTT
- NTTコミュニケーションズ
- NTTドコモ
- オロナミンC
- コカ・コーラ
- 産経新聞
- 進研ゼミ
- 東京ディズニーランド
- 東芝
- ナショナル
- ファンタ
- ボーダフォン
- ホンダ・ステップワゴン
- 三井不動産
- 横浜・八景島シーパラダイス
- ライオン

### 舞台
- ウインザーの陽気な女房たち

### シリーズ一覧
1. ↑  第1期（2015年）、第2期（2017年）
2. ↑  第1作（2020年 - 2021年）、第2作『F』（2022年 - 2024年）
3. ↑  『劇場版I The King of Eden』（2009年）、『劇場版II Paradise Lost』（2010年）